# Dúo Tormo-Canales
El dúo Tormo-Canales fue un conjunto de música folklórica de Argentina integrado por los mendocinos Antonio Tormo y Diego Canales, nombre artístico de Diego Manuel Benítez, que actuó con éxito entre 1930 y 1942. 
En 1937, el dúo se integró a la La Tropilla de Huachi Pampa, dirigida por el sanjuanino Buenaventura Luna, actuando con la misma el 1 de octubre de 1937, fecha en la que debutaron en Radio El Mundo de Buenos Aires, abriendo camino a la difusión masiva de la música folklórica en Argentina. El éxito de su presentación llevó a la emisora a poner en el aire en 1939, "El fogón de los arrieros", conducido por Buenaventura Luna y con la actuación del conjunto y el auspicio de cigarrillos Caravana.
En 1942, tanto el dúo y como el grupo se separó. Han dejado grabadas algunas interpretaciones de difícil hallazgo.

## Trayectoria
A comienzos de la década de 1930, Antonio Tormo, por entonces un adolescente, comenzó a trabajar como tonelero en la bodega Giol de Mendoza, viviendo en la casa de Diego Manuel Benítez, quien adoptaría el nombre artístico de Diego Canales. Ambos formaron en ese momento él Dúo Tormo-Canales para cantar en fiestas familiares. Casi inmediatamente, obtuvieron un contrato en LV10, Radio de Cuyo, a raíz de haber sido escuchados en un concurso realizado en dicha emisora, aunque sin dejar de la bodega. En 1934, ambos se trasladaron a San Juan, para trabajar en la bodega El Globo, actuando simultáneamente en Radio Graffigna (LV1).
En 1937 el dúo se trasladó a Buenos Aires donde conocieron a Buenaventura Luna, aún conocido con su nombre de nacimiento Eusebio de Jesús Dojorti, con quien integran el grupo Tropilla de Huachi Pampa, junto también a Remberto Narváez, José Samuel Báez y el Zarco Alejo (José Castorina). El 1 de octubre de 1937 debutaron en Radio El Mundo de Buenos Aires, abriendo camino a la difusión masiva de la música folklórica, éxito que llevó a la emisora a poner en el aire en 1939, "El Fogón de los Arrieros", conducido por Buenaventura Luna y con la actuación del conjunto y con el auspicio de cigarrillos Caravana.
En 1942 la Tropilla Huachi Pampa se separa. El dúo han dejado grabadas algunas interpretaciones de difícil hallazgo. Con posterioridad Antonio Tormo se convertiría en uno de los cantantes más exitosos de la historia de la música popular argentina.

## Discografía
Existe un álbum de RCA Candem (CAL 3086), titulado Recordando a la Tropilla de Huachi Pampa, en el que se recopilan canciones grabadas por el conjunto.